# Chartowo Tower

Chartowo Tower

Chartowo Tower – dwudziestokondygnacyjny wysokościowiec mieszkalny w kształcie elipsy położony w Poznaniu, na Chartowie przy osiedlu Rusa (z którego blokami z "wielkiej płyty" kontrastuje). Mieści w sobie 210 mieszkań. Wieżowiec jest 7 najwyższym budynkiem w mieście. Autorzy projektu: Krzysztof Frąckowiak, Aleksandra Kornecka, Stanisław Mikołajczak, Katarzyna Weiss.
Pozwolenie na budowę tego budynku uzyskano w 1999 roku, natomiast budowę rozpoczęto w 1996. Budowa trwała do 2000 roku. W 2003 roku pojawiła się plotka o rzekomym dużym odchyleniu budynku od pionu (nawet do 40 cm) i konieczności jego rozbiórki. Nadzór budowlany i przedstawiciel projektanta zdecydowanie temu zaprzeczyli, mówiąc, że jeśli było odchylenie, to małe (1,5 cm, a dopuszczalne to 6 cm) i naprawialne.
Koszt budowy metra kwadratowego wyniósł ok. 3100 zł.